# Devil (film)
Devil is een Amerikaanse horrorfilm uit 2010 onder regie van John Erick Dowdle (in samenwerking met zijn broer Drew). Het is de eerste van drie films uitgebracht onder de noemer The Night Chronicles. Dit zijn films gebaseerd op ideeën van M. Night Shyamalan, maar geschreven en geregisseerd door aankomende filmmakers. Ontmoetingen tussen de moderne maatschappij en het bovennatuurlijke vormen de rode draad in de reeks.

## Verhaal
Vince McCormick, Sarah Caraway, Ben Larson, Jane Kowski en Tony Janecowski staan samen in een lift wanneer die vast komt te zitten. De beveiliging van het gebouw kan de vijf op hun monitor zien en via het interne systeem tegen ze praten, maar hen niet verstaan. Een monteur gaat op pad om te proberen de lift weer in beweging te zetten.
Tijdens het wachten op een oplossing, gaat het licht in de lift kort uit en weer aan. In de tussentijd blijkt Sarah verwond. Iedereen ontkent de dader te zijn en er is ook niemand die een ander Sarah heeft zien aanvallen. Tijdens een volgende korte storing vliegt Vince tegen de spiegel. Hij bloedt met een doorgesneden halsslagader voor de ogen van de anderen dood. Er is een moordenaar onder de vijf en niemand weet wie van de anderen wel of niet te vertrouwen is. Beveiligingsagent Ramirez komt tot de conclusie dat een van de mensen in de lift de duivel is, maar wie weet hij ook niet.

## Rolverdeling
- Chris Messina als rechercheur Bowden
- Logan Marshall-Green als Anthony 'Tony' Janecowski
- Jenny O'Hara als Jane Cowski
- Bojana Novakovic als Sarah Caraway
- Bokeem Woodbine als Ben Larson
- Geoffrey Arend als Vince McCarthy
- Jacob Vargas als Ramirez
- Matt Craven als Lustig
- Joshua Peace als rechercheur Markowitz
- Joe Cobden als Dwight
- Caroline Dhavernas als Elsa Nahai